# موشمي الوسط (زيلايي)
موشمي الوسط (بالفارسية: موشمی وسطی) هي قرية تقع في إيران في قسم زیلایی الريفي. يقدر عدد سكانها بـ 481 نسمة بحسب إحصاء 2016.